# Oliver G. Wachlin
Oliver Günther Wachlin (* 1. April 1966 in Königs Wusterhausen; † November 2017) war ein deutscher Autor und Dramaturg. Er schrieb vor allem Drehbücher und Kriminalromane. Er war Dozent an der Universität Potsdam am Lehrstuhl der Dramaturgie.

## Leben
Oliver Wachlin wurde in der DDR geboren. Bei seinen Fluchtversuchen wurde er gefasst und wegen ungesetzlichen Grenzübertritts angeklagt, verurteilt und inhaftiert. Deswegen basieren viele Teile seiner Romane auf Erlebtem.
Er wohnte mit seiner Frau, seinem Sohn und seiner Tochter in Berlin.

## Werke (Auswahl)
- Wunderland. Emons, Berlin 2008, ISBN 978-3-89705-588-9
- Tortenschlacht. Emons, Berlin 2010, ISBN 978-3-89705-766-1
- Tatort – Schwarzer Peter Emons, Berlin 2010, ISBN 978-3-89705-744-9
- Tatort – Todesbrücke, Berlin 2010, ISBN 978-3-89705-746-3
- Grenzwärts. Emons, Berlin 2011, ISBN 978-3-89705-906-1
- Kreuzberg. Emons, Berlin 2012, ISBN 978-3-95451-023-8
- Mordspech. Emons, Berlin 2013, ISBN 978-3-95451-198-3
- Ostseegrund. Emons, Berlin 2015, ISBN 978-3-95451-509-7
- Fischbrötchenmafia. Emons, Berlin 2017, ISBN 978-3-7408-0217-2
- Berlin Underground. Emons, Berlin 2017, ISBN 978-3-7408-0005-5